# Élections régionales de 1994 en Saxe
Les élections régionales de 1994 en Saxe (en allemand : Landtagswahl in Sachsen 1994) se tiennent le 11 septembre 1994, afin d'élire les 120 députés de la 2e législature du Landtag, pour un mandat de cinq ans.
Le scrutin est marqué par la large victoire de la CDU, qui conforte sa solide majorité absolue. Kurt Biedenkopf est ensuite réinvesti ministre-président.

## Contexte
Le 5 août 1993 une nouvelle loi électorale entre en vigueur. Elle diminue le nombre total de députés de 160 à 120 et le nombre de circonscriptions électorales de 80 à 60. La durée de la législature est portée à cinq ans.

## Mode de scrutin
Le Landtag est constitué de 120 députés (en allemand : Mitglied des Landtags, MdL), élus pour une législature de cinq ans au suffrage universel direct et suivant le scrutin proportionnel d'Hondt.
Chaque électeur dispose de deux voix : la première (Wahlkreisstimme) lui permet de voter pour un candidat de sa circonscription selon les modalités du scrutin uninominal majoritaire à un tour, le Land comptant un total de 60 circonscriptions ; la seconde voix (Landesstimme) lui permet de voter en faveur d'une liste de candidats présentée par un parti au niveau du Land.
Lors du dépouillement, l'intégralité des 120 sièges est répartie proportionnellement aux secondes voix entre les partis ayant remporté au moins 5 % des suffrages exprimés au niveau du Land ou deux circonscriptions. Si un parti a remporté des mandats au scrutin uninominal, ses sièges sont d'abord pourvus par ceux-ci.
Dans le cas où un parti obtient plus de mandats au scrutin uninominal que la proportionnelle ne lui en attribue, il conserve ces mandats supplémentaires et la taille du Landtag est augmentée par des mandats complémentaires distribués aux autres partis pour rétablir une composition proportionnelle aux secondes voix.

## Campagne

### Principaux partis
| Parti | Parti                                                                              | Chef de file                         | Résultat en 1990           |
| ----- | ---------------------------------------------------------------------------------- | ------------------------------------ | -------------------------- |
|       | Union chrétienne-démocrate d'Allemagne Christlich Demokratische Union Deutschlands | Kurt Biedenkopf (Ministre-président) | 53,8 % des voix 92 députés |
|       | Parti social-démocrate d'Allemagne Sozialdemokratische Partei Deutschlands         | Karl-Heinz Kunkel                    | 19,1 % des voix 32 députés |
|       | Parti du socialisme démocratique Partei des Demokratischen Sozialismus             | Peter Porsch                         | 10,2 % des voix 17 députés |
|       | Alliance 90 / Les Verts Bündnis 90/Die Grünen                                      | Kornelia Müller                      | 5,6 % des voix 10 députés  |
|       | Parti libéral-démocrate Freie Demokratische Partei                                 | Ludwig Rade                          | 5,3 % des voix 9 députés   |

## Résultats

### Voix et sièges
|                                   | Union chrétienne-démocrate d'Allemagne (CDU) | Union chrétienne-démocrate d'Allemagne (CDU) | 1 015 138 | 50,41 | 60        | 20            | 1 199 883 | 58,14 | 17 | 77  | 15            |  |  |  |
|                                   | Parti social-démocrate d'Allemagne (SPD)     | Parti social-démocrate d'Allemagne (SPD)     | 453 122   | 22,50 | 0         | en stagnation | 342 706   | 16,61 | 22 | 22  | 10            |  |  |  |
|                                   | Parti du socialisme démocratique (PDS)       | Parti du socialisme démocratique (PDS)       | 288 294   | 14,32 | 0         | en stagnation | 339 619   | 16,46 | 21 | 21  | 4             |  |  |  |
|                                   | Alliance 90 / Les Verts (Grünen)             | Alliance 90 / Les Verts (Grünen)             | 134 822   | 6,69  | 0         | en stagnation | 85 485    | 4,14  | 0  | 0   | 10            |  |  |  |
|                                   | Parti libéral-démocrate (FDP)                | Parti libéral-démocrate (FDP)                | 74 022    | 3,68  | 0         | en stagnation | 36 075    | 1,75  | 0  | 0   | 9             |  |  |  |
|                                   | Les Républicains (REP)                       | Les Républicains (REP)                       | 0         | 0,00  | 0         | Nv.           | 26 177    | 1,27  | 0  | 0   | Nv.           |  |  |  |
|                                   | Nouveau Forum (NF)                           | Nouveau Forum (NF)                           | 5 231     | 0,26  | 0         | Nv.           | 13 555    | 0,66  | 0  | 0   | Nv.           |  |  |  |
|                                   | Union sociale allemande (DSU)                | Union sociale allemande (DSU)                | 20 076    | 1,00  | 0         | en stagnation | 12 851    | 0,62  | 0  | 0   | en stagnation |  |  |  |
|                                   | Autres                                       | Autres                                       | 23 135    | 1,15  | 0         | en stagnation | 7 431     | 0,36  | 0  | 0   | en stagnation |  |  |  |
|                                   |                                              |                                              |           |       |           |               |           |       |    |     |               |  |  |  |
| Votes valides                     | Votes valides                                | Votes valides                                | 2 013 840 | 96,18 |           |               | 2 063 782 | 98,57 |    |     |               |  |  |  |
| Votes blancs et nuls              | Votes blancs et nuls                         | Votes blancs et nuls                         | 79 975    | 3,82  | 30 033    | 1,43          |           |       |    |     |               |  |  |  |
| Total                             | Total                                        | Total                                        | 2 093 815 | 100   | 60        | 20            | 2 093 815 | 100   | 60 | 120 | 40            |  |  |  |
| Abstentions                       | Abstentions                                  | Abstentions                                  | 1 492 345 | 41,61 |           |               | 1 492 345 | 41,61 |    |     |               |  |  |  |
| Nombre d'inscrits / participation | Nombre d'inscrits / participation            | Nombre d'inscrits / participation            | 3 586 160 | 58,39 | 3 586 160 | 58,39         |           |       |    |     |               |  |  |  |